# Paradise Heights
Paradise Heights es un lugar designado por el censo ubicado en el condado de Orange en el estado estadounidense de Florida. En el Censo de 2010 tenía una población de 1.215 habitantes y una densidad poblacional de 1.013,21 personas por km².

## Geografía
Paradise Heights se encuentra ubicado en las coordenadas 28°37′20″N 81°32′42″O / 28.62222, -81.54500. Según la Oficina del Censo de los Estados Unidos, Paradise Heights tiene una superficie total de 1.2 km², de la cual 1.2 km² corresponden a tierra firme y (0%) 0 km² es agua.

## Demografía
Según el censo de 2010, había 1.215 personas residiendo en Paradise Heights. La densidad de población era de 1.013,21 hab./km². De los 1.215 habitantes, Paradise Heights estaba compuesto por el 72.67% blancos, el 7.33% eran afroamericanos, el 0.41% eran amerindios, el 0.82% eran asiáticos, el 0% eran isleños del Pacífico, el 16.46% eran de otras razas y el 2.3% pertenecían a dos o más razas. Del total de la población el 32.51% eran hispanos o latinos de cualquier raza.